# Vredeskathedraal

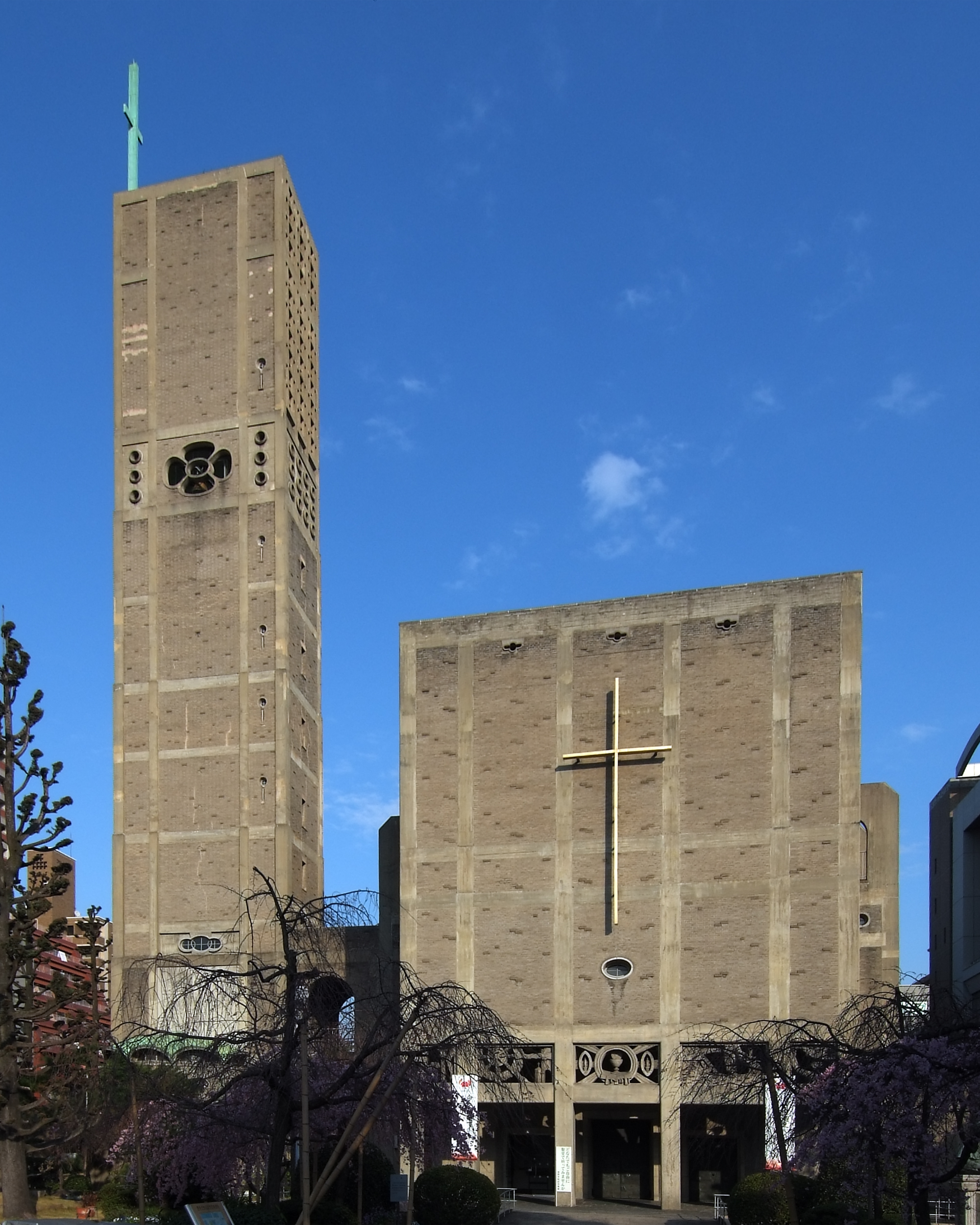
Herdenkingskathedraal voor de Wereldvrede

De Vredeskathedraal of Herdenkingskathedraal voor de Wereldvrede (ook katholieke kerk van Noborimachi) is een rooms-katholieke kathedraal in de Japanse stad Hiroshima.
De bouw duurde van 1950 tot 1954 en was een initiatief van jezuïet Enomiya Lassalle, die zelf was blootgesteld aan de straling van de atoombom op Hiroshima. Het gebouw werd ontworpen door architect Togo Murano en was een van de eerste grote gebouwen die na de verwoesting van de stad in 1945 werden gebouwd. Op de hoge wand achter het altaar is een mozaïek van de verrezen Christus aangebracht dat werd geschonken door Duitse katholieken.
De kathedraal vormt samen met de bisschopswoning, een pastorij, het huis van de jezuïetengemeenschap en de Elisabeth muziekuniversiteit een groot complex in de wijk Naka-ku.